# Verkkosaari (ö i Egentliga Tavastland, Tavastehus, lat 61,02, long 24,81)
Verkkosaari är en halvö i Finland. Den ligger i sjön Jylisjärvi och i kommunen Tavastehus i den ekonomiska regionen  Tavastehus ekonomiska region  och landskapet Egentliga Tavastland, i den södra delen av landet, 90 km norr om huvudstaden Helsingfors.